# Stephen W. Blount
Stephen William Blount (* 13. Februar 1808 im Burke County, Georgia; † 7. Februar 1890 in San Augustine, Texas) war ein US-amerikanischer Siedler, Offizier und Politiker.

## Werdegang
Stephen William Blount, Sohn von Elizabeth Winn und Stephen William Blount, wurde 1808 in Georgia geboren und wuchs dort auf. Seine Kindheit war vom Britisch-Amerikanischen Krieg überschattet. Blount diente zuerst als Deputy Sheriff und dann vier Jahre lang als Sheriff im Burke County. Von 1832 bis 1834 war er Aide-de-camp vom Brigadegeneral Robert Tootle und Generalmajor David Taylor. Blount wurde 1833 zum Colonel im 8. Regiment der Georgia Militia gewählt. Im August 1835 zog er nach Texas und ließ sich dort in der Siedlung San Augustine im heutigen San Augustine County nieder. Er vertrat als einer von drei Abgeordneten San Augustine bei der Konvention von 1836 in Washington, wo er die Unabhängigkeitserklärung von Texas mitunterzeichnete. Am 17. März 1836, als sich die Konvention vertagte, kehrte er nach San Augustine zurück. Blount trat in die Armee von Texas ein und zwar in die Kompanie von William D. Ratcliff. Er erreichte San Jacinto einen Tag nach der dort stattgefundenen Schlacht. In der Folgezeit kehrte er in die Vereinigten Staaten zurück und ließ sich in Alabama nieder. Dort heiratete er nach dem 1. Februar 1838 die Witwe Mary Landon Lacy (1812–1891), Tochter von Polly Crooks (1779–1829) und David Landon (1763–1837). Das Paar bekam acht Kinder, darunter waren: Thomas W. Blount (1839–1934), James Jones Blount (1843–1844), Eliza Frances Blount (1847–1848), Edward Augustus Blount (1849–1914) und Stephen William Blount (1854–1928). Blount zog 1839 mit seiner Ehefrau in die Republik Texas.
Er war der erste County Clerk vom San Augustine County. Von 1846 bis 1849 fungierte er als Postmeister in San Augustine. Blount nahm 1850 als Delegierter an der Democratic State Convention teil und 1856 an der Democratic National Convention in Cincinnati (Ohio). Er erwarb 60.000 Acres Land, auf welchem er Baumwolle anbaute. Während des Bürgerkrieges war er als Anleihetreuhänder für die Konföderierten Staaten von Amerika tätig. Er war ein Gründungsmitglied der Redland Lodge No. 3 in San Augustine und gehörte der Episcopal Church an. Zum Zeitpunkt seines Todes im Jahr 1890 war er Vizepräsident der United Confederate Veterans. Er wurde auf dem Stadtfriedhof in San Augustine beigesetzt.

## Ehrungen
Ein Ölgemälde von Blount, welches Stephen Seymour Thomas anfertigte, wurde an die Dallas Historical Society überreicht und 1950 bei der Ausstellung in der Hall of State präsentiert.